# Johnstown Traction Company

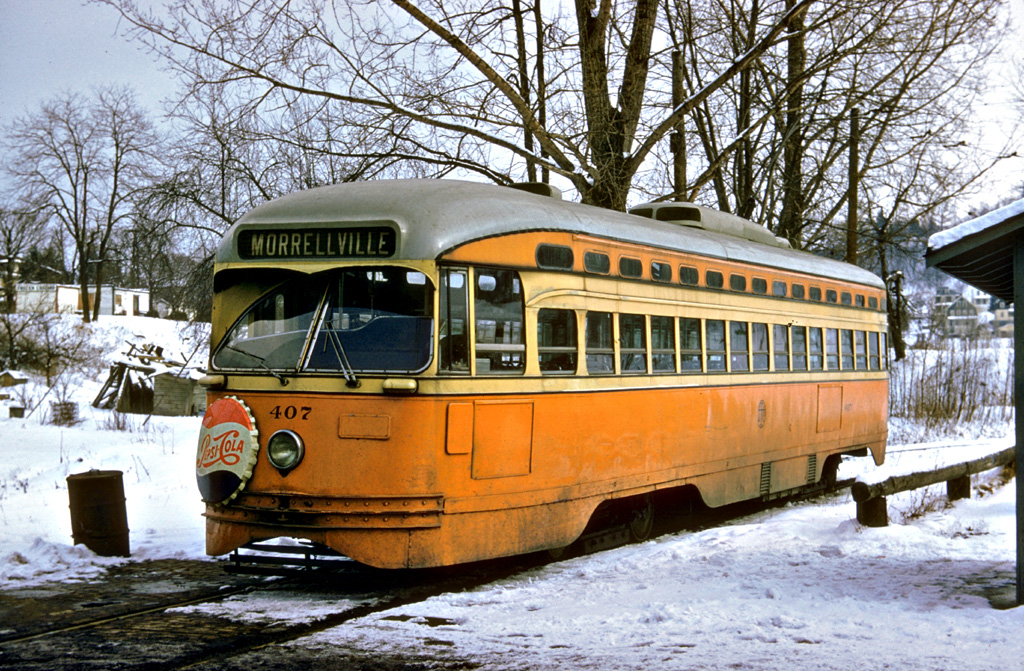
PCC-car in Johnstown, PA, jaren 1950

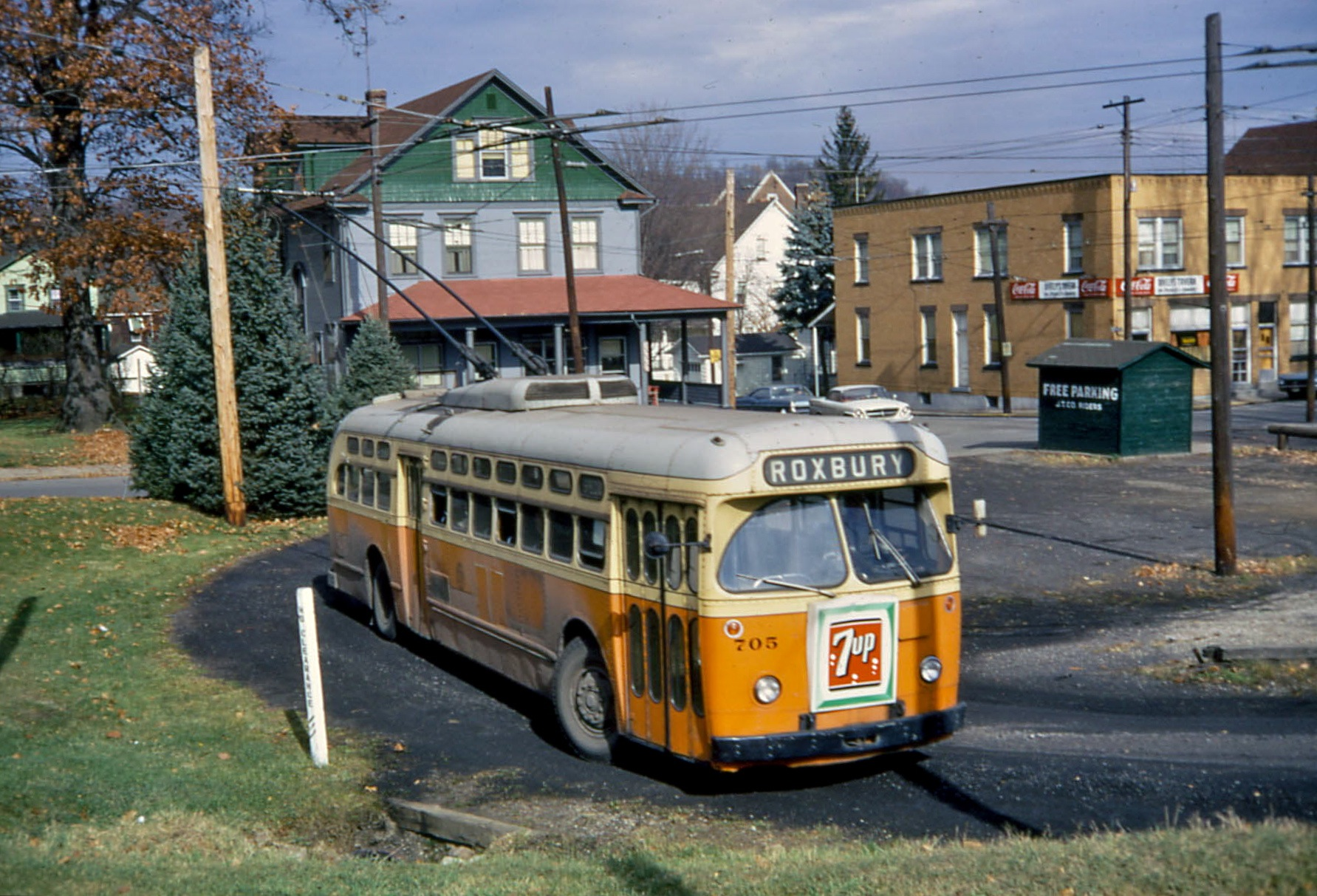
Trolleybus 705 aan het eindpunt Roxbury op de laatste dag, 11 november 1967

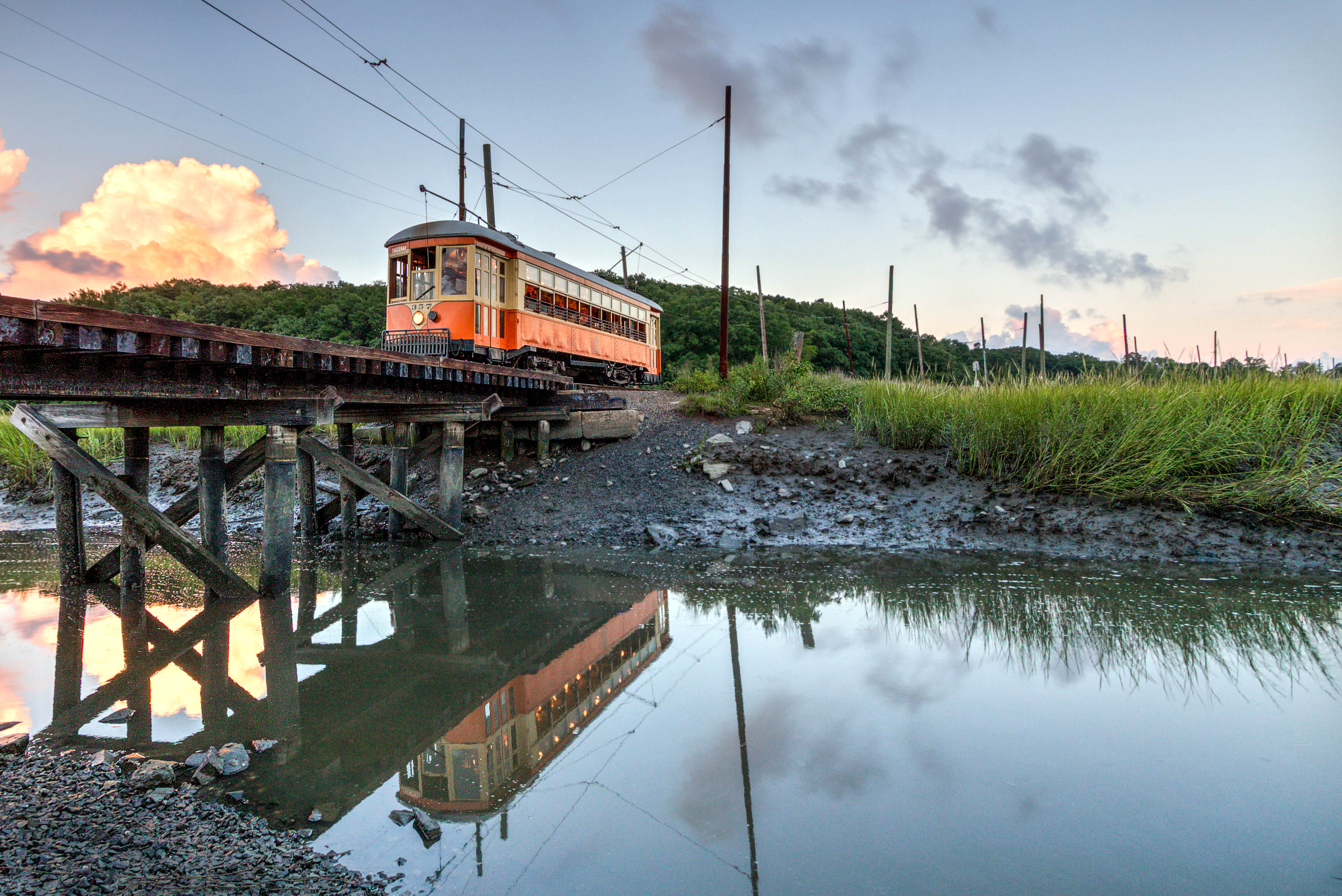
Schraagbrug, Branford Electric Railway Historic District, met historische vierasser 357 van de Johnstown Traction Company in 2016

Johnstown Traction Co. (JTC) is een voormalig openbaarvervoerbedrijf in Johnstown (Pennsylvania) in de Verenigde Staten.

## Geschiedenis
Johnstown, dat 60 mijl ten oosten van Pittsburgh ligt, werd gedomineerd door kolenmijnen en staalfabrieken. In 1889 overkwam de stad de Johnstown Flood waarbij de Conamaugh River dam brak en de hele stad overstroomde. Tijdens de wederopbouw van de stad werd in 1891 de eerste tramlijn geopend. De eerste elektrische trams gingen rijden op 23 februari 1910. Door de jaren heen werd een tramnet van ongeveer elf lijnen opgebouwd; bijna de enige mogelijkheid tot vervoer in de heuvelrijke stad.
In de jaren 1930 viel het aantal passagiers door de Grote Depressie enorm terug en verschenen de eerste autobussen als vervangers van onrendabele tramlijnen. In de Tweede Wereldoorlog was er een opwaartse lijn in het passagiersaantal, zodanig zelfs dat veertien tweedehands trams werden aangeschaft en twee tramlijnen geheel werden vernieuwd.
Na de oorlog werd Johnstown in 1947 de kleinste stad – op dat moment met 66.000 inwoners – in de VS die nieuwe Presidents' Conference Committee-Cars (PCC-cars) aanschafte. Het was ook een van de kleinste series ooit besteld: zeventien stuks, die door de St. Louis Car Company werden gebouwd met een elektrische installatie van Westinghouse. De wagens, 401–417 genummerd, werden in een aantrekkelijke crème-met-oranje-combinatie geverfd. De order was $375.000 groot. De wagens werden op drie lijnen ingezet: Roxbury – Coopersdale; Ferndale – Morrellville en de Franklin lijn. In Johnstown werden geen lijnnummers gebruikt. De lijnfilmkast toonde alleen de eindbestemming in grote letters, bijvoorbeeld R O X D A L E.
Al in 1957 waren de passagiersaantallen zo laag geworden dat het economisch niet meer rendabel was om trams te exploiteren. De trams reden met een frequentie van drie- à viermaal per uur en op zondagen zelfs eens per anderhalf uur, waarvoor dan in totaal twee trams genoeg waren. JTC wilde van de trams af en op 11 juni 1960 werd de opheffing een feit. Eén tram was al eerder het slachtoffer geworden van een aanrijding met een stoomlocomotief. JTC probeerde de resterende zestien PCC-cars te verkopen. Uiteindelijk werden in 1962 de draaistellen, elektrische installaties en motoren verkocht aan de MIVB, uitbater van de Brusselse tram. Die liet ze pas in 1970 door de Belgische tramproducent La Brugeoise et Nivelles inbouwen in nieuwe PCC-cars 7156-7171, die tot 2010 in Brussel hebben dienstgedaan.
JTC exploiteerde sinds 20 november 1951 ook trolleybuslijnen ("trackless trolleys"), die het tot 11 november 1967 volhielden. In 1976 ging JTC op in de Cambria County Transit Authority, kortweg CamTran, die grotere delen van Pennsylvania bestrijkt.